# Pugilato ai Giochi della XIV Olimpiade
Le competizioni di pugilato dei Giochi della XIV Olimpiade si sono svolte dal 7 al 13 agosto 1948 nelle sedi del Earls Court Exhibition Centre e del Wembley Arena a Londra.

## Categorie
Come a Berlino 1936 il programma ha visto la disputa delle seguenti 8 categorie:
- Pesi mosca (fino a 51)
- Pesi gallo (fino a 54)
- Pesi piuma (fino a 58)
- Pesi leggeri (fino a 62)
- Pesi welter (fino a 67)
- Pesi medi (fino a 73)
- Pesi mediomassimi (fino a 80)
- Pesi massimi (oltre 80)

## Podi
| Evento                       | Oro              | Argento             | Bronzo               |
| Pesi mosca (dettagli)        | Pascual Pérez    | Spartaco Bandinelli | Han Su-An            |
| Pesi gallo (dettagli)        | Tibor Csík       | Gianni Zuddas       | Juan Venegas         |
| Pesi piuma (dettagli)        | Ernesto Formenti | Dennis Shepherd     | Aleksy Antkiewicz    |
| Pesi leggeri (dettagli)      | Gerald Dreyer    | Jos Vissers         | Svend Wad            |
| Pesi welter (dettagli)       | Július Torma     | Hank Herring        | Alessandro D'Ottavio |
| Pesi medi (dettagli)         | László Papp      | Johnny Wright       | Ivano Fontana        |
| Pesi mediomassimi (dettagli) | George Hunter    | Don Scott           | Mauro Cía            |
| Pesi massimi (dettagli)      | Rafael Iglesias  | Gunnar Nilsson      | John Arthur          |

## Medagliere
| Posizione | Paese          |   |   |   | Totale |
| --------- | -------------- | - | - | - | ------ |
| 1         | Sudafrica      | 2 | 1 | 1 | 4      |
| 2         | Argentina      | 2 | 0 | 1 | 3      |
| 3         | Ungheria       | 2 | 0 | 0 | 2      |
| 4         | Italia         | 1 | 2 | 2 | 5      |
| 5         | Cecoslovacchia | 1 | 0 | 0 | 1      |
| 6         | Gran Bretagna  | 0 | 2 | 0 | 2      |
| 7         | Stati Uniti    | 0 | 1 | 0 | 1      |
| 7         | Svezia         | 0 | 1 | 0 | 1      |
| 7         | Belgio         | 0 | 1 | 0 | 1      |
| 10        | Danimarca      | 0 | 0 | 1 | 1      |
| 10        | Corea del Sud  | 0 | 0 | 1 | 1      |
| 10        | Porto Rico     | 0 | 0 | 1 | 1      |
| 10        | Polonia        | 0 | 0 | 1 | 1      |
| Totale    | Totale         | 8 | 8 | 8 | 24     |